# Башни IFS (Чанша)
Башни IFS (Changsha International Finance Square или The Wharf IFS Towers) — комплекс супервысоких небоскрёбов, расположенный в деловом центре китайского города Чанша. Построен в 2018 году, по состоянию на 2019 год башня T1 являлась самым высоким зданием города, девятым по высоте зданием Китая, 11-м — Азии и 15-м — мира. Архитектором комплекса выступила гонконгская компания Wong Tung & Partners, владельцем является гонконгский многопрофильный конгломерат The Wharf Holdings. Общая площадь IFS составляет свыше 1 млн м². Системой подземных переходов башни комплекса IFS связаны с пересадочной станцией Wuyi Square метрополитена Чанши и с оживлённой пешеходной торговой улицей Хуансин. 
- Башня T1 (452 м) имеет 94 наземных и 5 подземных этажей, общая площадь помещений — 300 000 м². Верхнюю часть башни занимает пятизвёздочная гостиница Niccolo Changsha на 243 номера, остальное — офисы и квартиры[2][3][4][5][6].
- Башня Т2 (315 м) имеет 63 наземных и 5 подземных этажей, практически все сдаваемые в аренду площади занимают офисы[7][8].
- Подиум комплекса занимает многоуровневый торгово-развлекательный центр площадью 230 000 м², в котором расположены свыше 400 магазинов, рестораны, кинотеатры и выставочные залы. На крыше торгового центра расположен сад скульптур.

Кроме комплекса International Finance Square в Чанше компании The Wharf Holdings принадлежат подобные комплексы под брендом IFS в городах Сучжоу (2019), Чэнду (2014) и Чунцин (2017).     

### Галерея

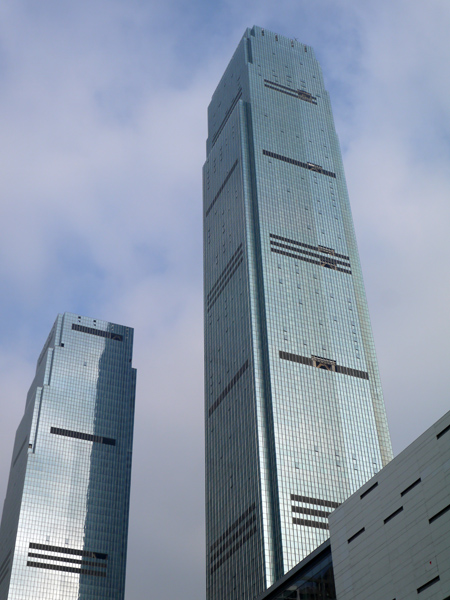
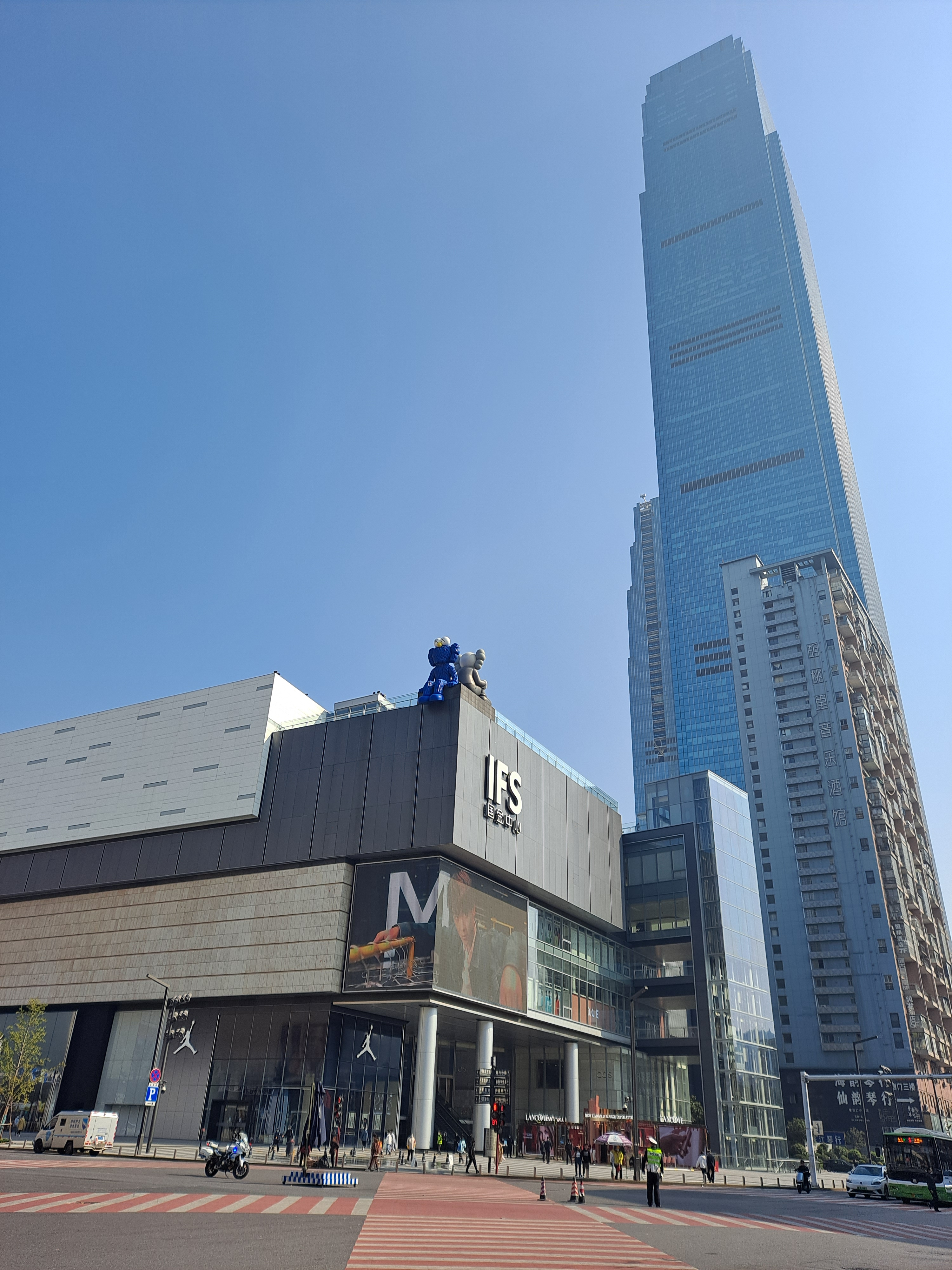
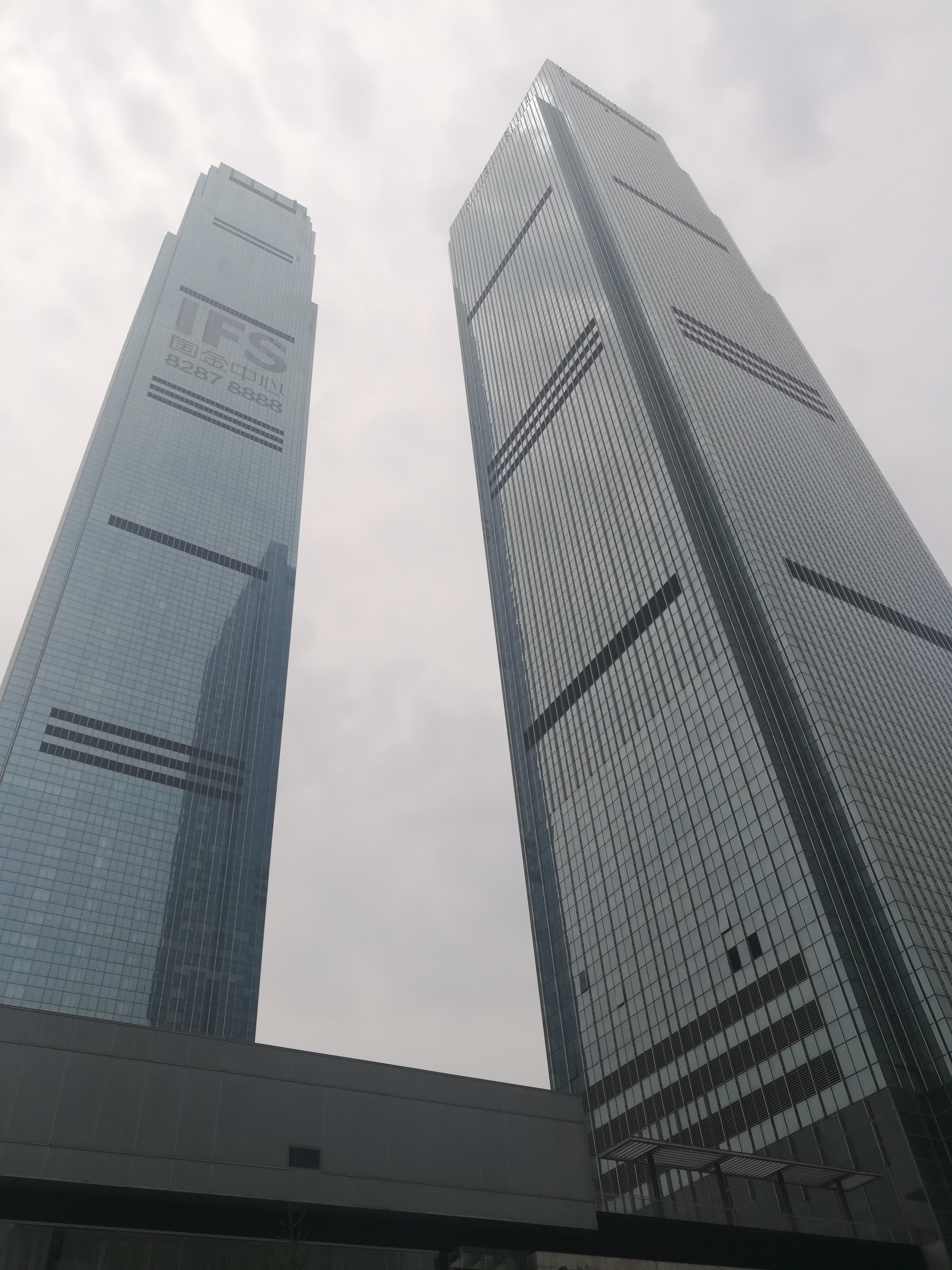

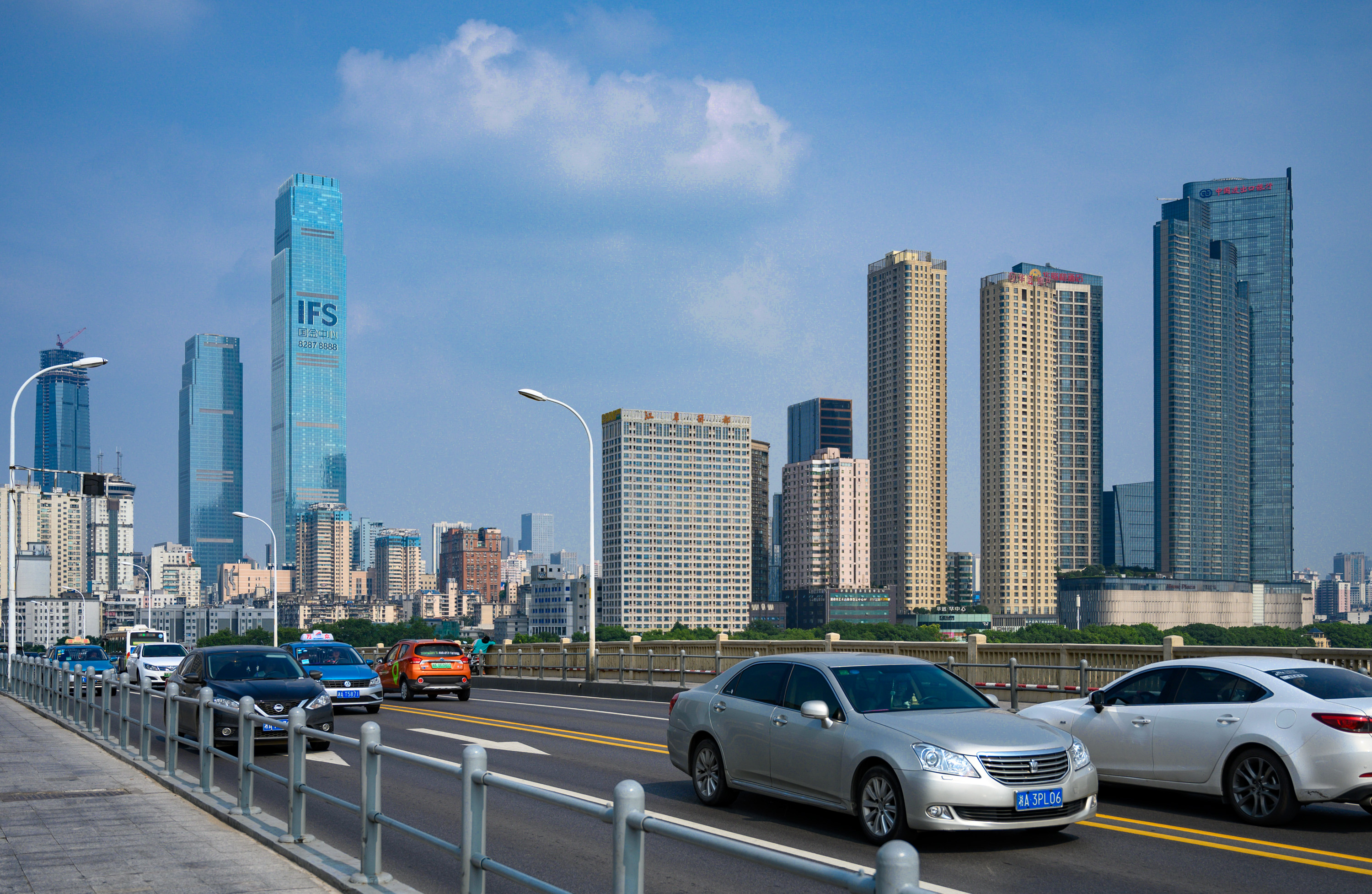
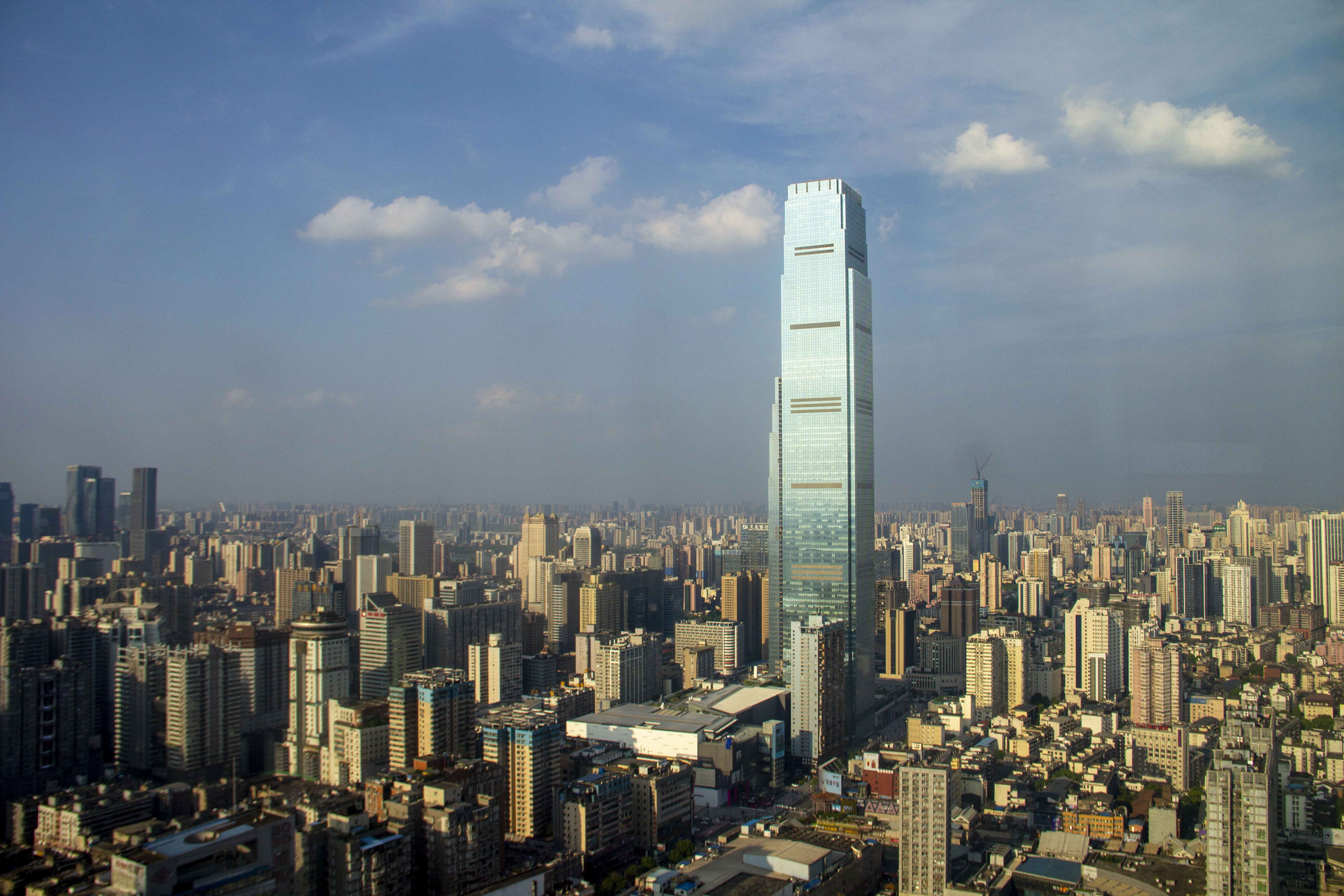
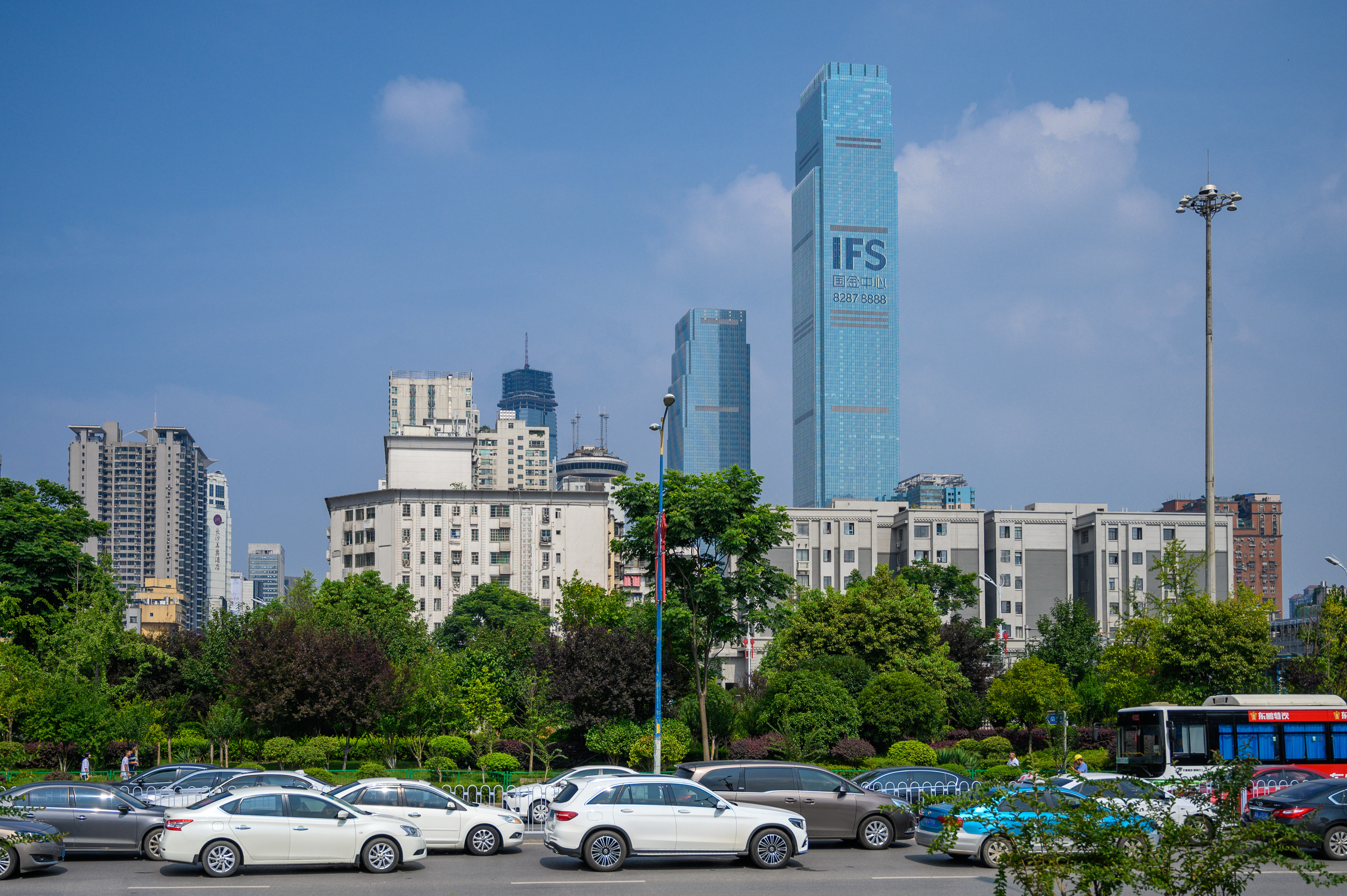